# Свіфт (округ, Міннесота)
Шаблон:StateAbbr_ 45°17′ пн. ш. 95°41′ зх. д. / 45.29° пн. ш. 95.68° зх. д.
Округ  Свіфт (англ. Swift County) — округ (графство) у штаті  Міннесота, США. Ідентифікатор округу 27151.

## Історія
Округ утворений 1870 року.

## Демографія
За даними перепису 
2000 року 
загальне населення округу становило 11956 осіб, зокрема міського населення було 6268, а сільського — 5688.
Серед мешканців округу чоловіків було 6537, а жінок — 5419. В окрузі було 4353 домогосподарства, 2882 родин, які мешкали в 4821 будинках.
Середній розмір родини становив 3.
Віковий розподіл населення поданий у таблиці:
| Стать    | До 15 років | 15-21 | 22-29 | 30-39 | 40-49 | 50-65 | 65-85 | Понад 85 |
| -------- | ----------- | ----- | ----- | ----- | ----- | ----- | ----- | -------- |
| Чоловіки | 1134        | 582   | 707   | 1177  | 1129  | 927   | 758   | 123      |
| Жінки    | 1049        | 458   | 389   | 628   | 740   | 821   | 1072  | 262      |

## Суміжні округи
- Поуп — північний схід
- Кендійогі — схід
- Чиппева — південь
- Лак-кі-Парл — південний захід
- Біг-Стоун — захід
- Стівенс — північний захід

## Виноски
1. ↑  US Decennial Census. US Census Bureau. Процитовано 25 жовтня 2014.
2. ↑  Historical Census Browser. University of Virginia Library. Архів оригіналу за 11 серпня 2012. Процитовано 25 жовтня 2014.
3. ↑  Population of Counties by Decennial Census: 1900 to 1990. US Census Bureau. Процитовано 25 жовтня 2014.
4. ↑  Census 2000 PHC-T-4. Ranking Tables for Counties: 1990 and 2000 (PDF). US Census Bureau. Процитовано 25 жовтня 2014.
5. ↑  State & County QuickFacts. Бюро перепису населення США. Архів оригіналу за 28 липня 2011. Процитовано 1 вересня 2013. [Архівовано 2011-07-28 у Wayback Machine.](англ.) Наведено за англійською вікіпедією.
6. ↑  American FactFinder. Бюро перепису населення США. Архів оригіналу за 26 лютого 2012. Процитовано 31 січня 2008. [Архівовано 2008-05-21 у Wayback Machine.]

| США | Це незавершена стаття з географії США. Ви можете допомогти проєкту, виправивши або дописавши її. |